# Dorpswapen
Een dorpswapen of (modern) stadswapen is een wapen dat geen officiële status (meer) heeft, maar wel door dorpsraden, stadsdeelraden en dergelijke en, na toestemming van de gemeente waaronder de betreffende plaats valt, door bijvoorbeeld plaatselijke verenigingen gebruikt mag worden. 

## Situering
Vaak is een dorpswapen het voormalig gemeentewapen van een plaats in de huidige gemeente, maar in sommige gevallen is het speciaal voor dit doel gecreëerd. Een voorbeeld daarvan is het wapen van Hansweert, dat nooit een zelfstandige gemeente is geweest, maar waarvoor in 2002, lang na de oprichting van de gemeente Reimerswaal (opgericht in 1970) een wapen is ontworpen, omdat alle oude kernen in Reimerswaal die wel ooit een zelfstandige gemeente waren geweest hun wapen toen als dorpswapen toegekend kregen.
In het geval van de plaatsen Rilland en Bath kregen deze plaatsen in 2002 hun eigen wapen terug van voor een eerdere samenvoeging in de opgeheven gemeente Rilland-Bath, die van 1878 tot 1970 een wapen voerde dat uit beide wapens, plus dat van Maire was samengesteld. Het wapen van laatstgenoemde plaats is niet als dorpswapen teruggekomen omdat het oorspronkelijke dorp Maire in zee was verdwenen.
In tegenstelling tot gemeentewapens worden dorpswapens niet door de Hoge Raad van Adel geregistreerd. Dorpswapens worden alleen maar uit traditie gebruikt. Toekenning gebeurt (meestal) door de gemeente, die daar in een raadsvergadering over beslist. In Nederland heeft de provincie Friesland de hoogste concentratie aan dorpswapens, in 2010 stonden daar 226 wapens geregistreerd.

## Voorbeelden
De volgende wapens geven een kort overzicht van een aantal dorpswapens:

Wapen van Hansweert
Wapen van Gorredijk
Wapen van Sint-Michielsgestel
Wapen van Hauwert
Wapen van Rilland
Wapen van Kijkduin
Wapen van Scheveningen